# Hyoscyameae
Hyoscyameae es una tribu de plantas perteneciente a la subfamilia Solanoideae en la familia Solanaceae. 

## Géneros
Tribu Hyoscyameae Endl. (1839)
- Anisodus Link (1825), con 4 especies de China, India y los Himalayas.
- Atropa L. (1753), incluye 4 especies euroasiáticas.
- Atropanthe Pascher (1909), género monotípico de China.
- Hyoscyamus L. (1753), abarca alrededor de 20 especies distribuidas desde el Mediterráneo hasta China.
- Physochlaina G. Don (1838), incluye 11 especies euroasiáticas.
- Przewalskia Maxim. (1881) con una sola especie de China.
- Scopolia Jacq. (1764), género con distribución disyunta, con una especie europea y otra de Japón.